# Калява
Калява (словац. Kaľava) — село в окрузі Спішска Нова Вес Кошицького краю Словаччини. Площа села 4,45 км². Станом на 31 грудня 2015 року в селі проживало 404 жителі.

## Історія
Перші згадки про село датуються 1300 роком.

## Населення
| Рік:            | 1994. | 2004.    | 2014.   | 2024.   |
| --------------- | ----- | -------- | ------- | ------- |
| Кількість осіб: | 399   | 439      | 410     | 399     |
| Різниця:        |       | +10,02 % | -6,60 % | -2,68 % |

| Рік:            | 2023. | 2024.   |
| --------------- | ----- | ------- |
| Кількість осіб: | 397   | 399     |
| Різниця:        |       | +0,50 % |